# Josef Pičman
Josef Pičman werd geboren als Josef Pitschmann, ook geschreven als Pietschmann, de Tsjechische naamsvorm is uit latere tijd (Wodnian (Vodňany), 14 februari 1847 – Hall in Tirol, 18 september 1917) was een Boheems componist, militaire kapelmeester en hoboïst.

## Levensloop
Pitschmann studeerde aan het "Prager Staatskonservatorium", later genoemd Státní konservatori hudby v Praze te Praag. Vervolgens was hij tot 1868 1e hoboïst in het orkest van het "Landestheater" te Linz. In 1868 werd hij hoboïst in de muziekkapel van het Oostenrijks-Boheemse Infanterie-Regiment "Johann Georg Prinz von Sachsen" nr. 11 te Praag. In 1880 werd hij dirigent van dit militaire harmonieorkest. In deze functie bleef hij werkzaam tot aan zijn pensioen in 1912. 
Als componist schreef hij vooral marsen en dansen voor harmonieorkest. De bekendste mars is de in 1879 gecomponeerde Friedländer-Marsch in dat hij motieven uit 1630 verwerkt; het was tegelijkertijd de Regimentsmars van het Infanterie-Regiment nr. 11, het oudste Infanterie-Regiment in het K en K leger, geschreven ter herinnering aan de keizerlijke generaal Albrecht Wallenstein, Hertog van Friedland, sinds 1945: Frýdlant.

## Composities

### Werken voor harmonieorkest
- 1879 Friedländer-Marsch (ook bekend onder de titel: In altbewährter Treue)
- 1879 Jubiläums-Marsch
- 1889 Andreas Hofer Marsch (werd in 1889 door de muziekkapel van het Infanterie-Regiment 11 bij de intocht te Innsbruck gespeeld)
- 1894 Ehestandsfreuden, polka, op. 29
- 1896 Im chambre separèe, mars
- Cupido Galopp
- Gruß an Prag, mars
- Oberst Schreitter Marsch  (opgedragen aan Walther Ritter Schreitter von Schwarzenfeld, ridder van de Franz-Josefsorde
- So blau!, mars
- Wiener Lieder Marsch